# Tommaso Antonio Maria Lanzilli
Tommaso Antonio Maria Lanzilli (Benevento, 25 maggio 1801 – Avellino, 23 febbraio 1878) è stato un politico italiano.